# David Luiz
David Luiz vagy teljes nevén David Luiz Moreira Marinho (Diadema, Brazília, 1987. április 22. –) brazil válogatott labdarúgó, a Páfosz játékosa. Bajnokok Ligája, Európa-liga-, és Konföderációs Kupa győztes hátvéd, aki képes védekező középpályást is játszani.
2014 nyarán a világ legdrágább védője volt, amikor a Paris Saint-Germain szerződtette. Híres nagy erejű távoli bombáiról, szabadrúgásairól.

## Pályafutása

### A kezdetek
David Luiz első profi klubja Vitóra volt, ahol mindössze 16 éves korában debütált.

### Benfica
2007. január 31-én a portugál SL Benfica csapatához került kölcsönbe Ricardo Rocha helyettesítésére. 2007. március 12-én játszotta első bajnoki mérkőzését az UD Leiria ellen.
A szezon végén  ötéves  szerződést írt alá a portugál csapattal. Első gólját 2007. augusztus 5-én a Torneio de Guadiana nevű tornán lőtte a Sporting ellen egy barátságos mérkőzésen.
2009. január 11-én szerezte meg az első hivatalos gólját a Braga ellen.A brazil védő 2010-ben kulcsfigurája volt annak a Benficának, amely 5 év szünet után nyerte meg újra a portugál bajnoki aranyat.
2010-ben David Luiz lett az ,Év játékosa Portugáliában'.

### Chelsea
2011.január 31-én David Luiz 25 millió euróért a Chelsea FC csapatához igazolt, ahol a 4-es számú mezt kapta meg.Bemutkozására 2011. február 6-án került sor, a Chelea hazai pályán 1-0-ra kikapott a Liverpool FC  csapatától, Luiz a 73. percben José Bosingwa helyére állt be. Első angol bajnoki gólját a MU ellen szerezte 2011 március 1-én. Tizenkilenc nappal később a Man City elleni rangadón a 79. percben fejesgóllal törte fel a vendégek védelmét. Megkapta a ,Hónap játékosa' díjat márciusi teljesítményének köszönhetően.
2011. szeptember 13-án a Chelsea-Bayer Leverkusen mérkőzésen ő törte meg a gólcsendet: csapata 2-0-ra nyerni tudott.
Az idényben FA Kupát nyert a Chelsea csapatával.
Szintén a 2011/12-es idényben a csapatával megnyerte a BL-t: a Bayern elleni fináléban a büntetők döntöttek, David Luiz belőtte a sajátját.
A 2012-13-as idényben David Luiz és társai elnyerték az Európa-ligát. 
Az elődöntőben, a Basel otthonában David Luiz a 90. percben belőtte a vendégek 2-1-es győzelmét jelentő gólját. A döntőben Luiz volt klubja ellen, az SL Benfica ellen győztek 2-1-re, Luiz a mérkőzésen középpályásként szerepelt. A következő idényben az új menedzser, José Mourinho kevés lehetőséget adott a brazil védőnek, ezért várható volt klubváltása.

### Paris Saint-Germain
2014. május 25-én a világ akkori legdrágább védőjévé vált, amikor a PSG 49,4 millió euróért megvásárolta a Chelsea-től.
Részt vett a világbajnokságon is a rendező brazil labdarúgó válogatott tagjaként. A negyeddöntő 68. percében 25 méterről óriási erővel rúgott gólt Kolumbia ellen szabadrúgásból. Csapata ezzel a góllal már 2-0-ra is vezetett és bár Kolumbia James Rodríguez büntetőjével szépített, azért ők jutottak a legjobb 4 közé.
Az elődöntőben Thiago Silva nem játszhatott, ezért David Luiz viselte a csapatkapitányi karszalagot Németország ellen. A mérkőzést 7-1-re elveszítették a brazilok.

| „            | ,,Örömöt akartunk okozni az embereknek. Azoknak az embereknek, akik ezen az estén rengeteget szenvedtek. Sajnos nem sikerült bejutnunk a döntőbe, ezért minden braziltól elnézést kérek. Szerettem volna boldogan látni az embereket. Mindenki tudja, milyen fontos volt számomra, hogy mosolyt csaljunk a szurkolóink arcára. | ” |
| – David Luiz | |   |

A PSG csapatánál David Luiz a 32-es mezszámot kapta meg. Az első hivatalos mérkőzését 2014. augusztus 16-án játszotta a Parc des Princes-ben az SC Bastia ellen 2-0-ra megnyert bajnokin.
Az FC Barcelona ellen szeptember 30.-n 3-2-re nyert a PSG, és a 10. percben David Luiz szerzett vezetést a francia klub számára.
2015. január 12-én David Luiz bekerült a FIFPRO 2014-es év csapatába, klub- és válogatottbeli csapattársával, Thiago Silvával együtt.
Első bajnoki gólját az Évian Thonon Gaillard FC ellen szerezte 2015. január 18-án egy 4-2-re megnyert bajnokin.
A Bajnokok-Ligája nyolcaddöntőjében a PSG csapata David Luiz korábbi klubjával, a José Mourinho által irányított Chelsea csapatával találkozott. Az első mérkőzésen Párizsban, a Parc des Princes-ben 1-1-es döntetlen született Edinson Cavani és Branislav Ivanović góljával.

| „                             | ,,Lehet, hogy ön úgy gondolja, hogy különleges, de nekem biztosan nem az | ” |
| – David Luiz José Mourinhóról |                                                                          |   |

A visszavágón a PSG már a 31. pecben emberhátrányba került:a játékvezető kiállította Zlatan Ibrahimovićot. Gary Cahill a 81.percben a Chelsea csapatának szerzett vezetést, de David Luiz a 86. percben egyenlített. Jött a hosszabbítás, ahol a PSG 2-2-es döntetlent harcolt ki, ezzel pedig idegenben lőtt több góllal továbbjutott. Első szezonjában bajnoki címet nyert a csapattal, de mellé tehette a Francia Ligakupa és a Francia Kupa aranyérmet is vitrinjébe.
Az új szezon kezdetén 2015. augusztus 1-én a PSG megnyerte a Francia Szuperkupát.
A következő szezonban ismét tarolt a PSG-vel hazai fronton: megnyerték a Kupát, a bajnokságot,
és a Francia Ligakupát is. David Luiz bekerült a 2015-16-os francia Ligue1 álomcsapatába. 2016. augusztus 6-án csapatával megnyerte ismét a Francia Szuperkupát. Utolsó mérkőzését a PSG színeiben augusztus 28-án játszotta a Monaco ellen 3-1-re elvesztett bajnokin.

### Visszatérés Londonba
2016. augusztus 31-én visszatért a Chelsea-hez és aláírt 3 évre a csapatnál. A Chelsea FC egybehangzó angol lapértesülések szerint 38 millió eurót fizetett a brazil hátvédért. A Chelsea színeiben ismét hazai mérkőzésen debütált, ismét a Liverpool ellen, és ismét vereséggel. Antonio Conte 3 védős rendszerében kulcsjátékossá vált. Sorozatban 13 bajnoki mérkőzést nyertek ezzel beállították az új klubcsúcsot.
 Végül nem sikerült megdönteni a rekordot, az Arsenal által felállított zsinórban  14 bajnoki győzelmet, mivel 2017. január 5-én a 14. bajnokin a Tottenham Hotspur a 20 esztendős Dele Alli két fejesgóljával legyőzte 2–0-ra a Chelsea csapatát.
2017. január 31-én a Chelsea 1–1-es döntetlent ért el a Liverpool otthonában, David Luiz a mérkőzésen egy nagyszerű szabadrúgásgólt szerzett: ez volt a brazil védő 2. londoni érájának első gólja.

### Arsenal

#### 2019–20
2019. augusztus 8-án, 8 millió fontért eligazolt az ősi rivális londoni klub, az Arsenal csapatához. 2019. október 6-án a Bournemouth elleni 1–0-s győzelmen ő szerezte a mérkőzés első, egyben a meccs győztes gólját. A Crystal Palace elleni hazai 2–2-es döntetlen során megszerezte második gólját is. 2020 januárjában a Chelsea ellen döntetlent játszottak. A 26. percben egy szabálytalan és veszélyes becsúszás miatt kiállították, majd három meccsre eltiltották. Egy Everton elleni bajnokin tért vissza, amely során megszerezte első gólpasszát az Arsenalban.
A koronavírus-világjárvány utáni korlátozások feloldása utáni első találkozón, a Manchester City ellen mindössze a kispadon kapott lehetőséget, azonban Pablo Marí sérülése miatt mindössze 24 perc után beküldték. Ezt követően hibázott, ami miatt a City tizenegyest kapott és a második félidő elején kiállították. Ezzel ő lett a legtöbb piros lapot begyűjtő játékos a szezonban. 2020. augusztus 1-jén kezdett az FA-kupa döntőjében a korábbi klubja, a Chelsea ellen és az Arsenal megnyerte összesen a 14. angol kupáját.

#### 2020–21
2020. november 29-én összeütközött Raúl Jiménezzel az Emirates Stadionban, amelyben Jiménez súlyos koponyasérüléseket szenvedett és egy londoni kórházba szállították, ahol megműtötték koponyatörés miatt míg Luiznak csak a fejét kötözték be egy vágás miatt a homlokán. Az incidens után pályára léphetett, de a félidőben kiállították. Többször is előfordult, hogy a feje átvérzett a kötés alatt. Emiatt a szituáció miatt kezdték el vizsgálni egy, amolyan +1 cserejátékos beállítását, aki a fejsérülést szenvedett társa helyére tudni beállni ideiglenesen, míg ki nem derül a sérülés súlyossága. A rendszert a 2023–24-es idénytől kezdik tesztelni a mérkőzéseken.
2021. február 28-án gólt lőtt a Leicester City elleni idegenbeli 3–1-es találkozón. Március 6-án 50. alkalommal lépett pályára az Arsenal színeiben a Burnley elleni 1–1-es döntetlen során.
Május 18-án Mikel Arteta vezetőedző megerősítette, hogy Luiz szerződése lejártával, 2021 júniusában távozik a klubtól és ingyen igazolható lesz.

### Flamengo
2021. szeptember 11-én 15 hónapos szerződést írt alá a Flamengóval, így visszatért Brazíliába, miután közel 15 évet légiósként töltött el Európában. Tagja volt a 2021-es Copa Libertadores döntőjében szerepelt együttesnek november 27-én, és a teljes 120 percet lejátszotta, miközben csapata hosszabbítás után 2–1-re kikapott Palmeirastól. 2022. október 29-én játszott a 2022-es torna döntőjében is az Athletico Paranaense ellen, amely 1–0-s győzelemmel végződött és így ő lett a tizenkettedik játékos a történelemben, aki megnyerte a Bajnokok Ligáját és a Copa Libertadorest is.

### Fortaleza
2025. január 21-én jelentették be, hogy a Fortaleza 2026 végéig szerződtette, de további egy évre szóló opciót is tartalmaz a szerződése.

### Páfosz
2025 augusztusában a ciprusi első osztályú Páfosz bejelentette, hogy leszerződtette a hátvédet.

### A válogatottban
2005 és 2007 között a Brazília 20 éven aluliak csapatában szerepelt. 24 mérkőzést játszott. Szerepelt a 2007-es U20-as labdarúgó-világbajnokságon, ahol a legjobb 16 közé jutottak. A felnőtt válogatottban először Mano Menezes adott lehetőséget David Luiznak. 2010 augusztus 10-én 2-0-ra nyertek az Egyesült Államok válogatottja ellen.
2014 június 28-án a Brazília-Chile vb nyolcaddöntőn megszerezte első válogatott gólját, majd a szétlövés során belőtte büntetőjét. 2013-ban Konföderációs Kupát nyert a brazil válogatottal hazai pályán, az egy évvel később Brazíliában megrendezett világbajnokságon pedig 4. helyezést értek el.

## Sikerei, díjai

### Klubcsapatokban
Benfica
- Portugál bajnok: 2009–10
- Portugál labdarúgó-ligakupa: 2008–09, 2009–10, 2010–11
- Portugál szuperkupa ezüstérem: 2010

Chelsea
- Angol bajnok: 2016–17
- Angol kupa: 2012, 2018
- UEFA-bajnokok ligája: 2012
- Európa-liga: 2013, 2019

Paris Saint-Germain
- Francia bajnok: 2014–15, 2015–16
- Francia kupa: 2014–15, 2015–16
- Francia ligakupa: 2014–15, 2015–16
- Francia szuperkupa: 2014, 2015, 2016

Arsenal
- Angol kupa: 2020
- Angol szuperkupa: 2020

Flamengo
- Rio de Janeiro állam bajnok: 2024
- Brazil kupa: 2022, 2024
- Copa Libertadores: 2022

### A válogatottban
Brazília
- Konföderációs kupa: 2013

### Egyéni
- Az év játékosa Portugáliában: 2010
- A hónap angol bajnokság játékosa: 2011 március
- FIFA FIFPro az év csapatának tagja: 2014
- Az év csapatának tagja: Francia bajnokság, 2016

## Statisztikái

### Klubcsapatokban
2022. november 12-én frissítve.
| Klub                | Szezon           | Liga             | Liga  | Liga  | Nemzeti kupa | Nemzeti kupa | Ligakupa | Ligakupa | Nemzetközi kupa | Nemzetközi kupa | Egyéb | Egyéb | Összesen | Összesen |
| Klub                | Szezon           | Bajnokság        | Mérk. | Gólok | Mérk.        | Gólok        | Mérk.    | Gólok    | Mérk.           | Gólok           | Mérk. | Gólok | Mérk.    | Gólok    |
| ------------------- | ---------------- | ---------------- | ----- | ----- | ------------ | ------------ | -------- | -------- | --------------- | --------------- | ----- | ----- | -------- | -------- |
| Vitória             | 2006             | Série A          | 26    | 1     | 2            | 0            | —        | —        | —               | —               | 25    | 1     | 53       | 2        |
| Vitória             | 2007             | Série A          | 0     | 0     | 0            | 0            | —        | —        | —               | —               | 2     | 0     | 2        | 0        |
| Vitória             | Összesen         | Összesen         | 26    | 1     | 2            | 0            | —        | —        | —               | —               | 27    | 1     | 55       | 2        |
| Benfica             | 2006–07          | Primeira Liga    | 10    | 0     | 0            | 0            | —        | —        | 4               | 0               | —     | —     | 14       | 0        |
| Benfica             | 2007–08          | Primeira Liga    | 8     | 0     | 2            | 0            | 0        | 0        | 4               | 0               | —     | —     | 14       | 0        |
| Benfica             | 2008–09          | Primeira Liga    | 19    | 2     | 2            | 0            | 4        | 0        | 2               | 1               | —     | —     | 27       | 3        |
| Benfica             | 2009–10          | Primeira Liga    | 29    | 2     | 2            | 0            | 5        | 1        | 13              | 0               | —     | —     | 49       | 3        |
| Benfica             | 2010–11          | Primeira Liga    | 16    | 0     | 3            | 0            | 2        | 0        | 6               | 0               | 1     | 0     | 28       | 0        |
| Benfica             | összesen         | összesen         | 82    | 4     | 9            | 0            | 11       | 1        | 29              | 1               | 1     | 0     | 132      | 6        |
| Chelsea             | 2010–11          | Premier League   | 12    | 2     | 0            | 0            | 0        | 0        | 0               | 0               | 0     | 0     | 12       | 2        |
| Chelsea             | 2011–12          | Premier League   | 20    | 2     | 6            | 0            | 3        | 0        | 11              | 1               | 0     | 0     | 40       | 3        |
| Chelsea             | 2012–13          | Premier League   | 30    | 2     | 6            | 0            | 4        | 1        | 14              | 4               | 3     | 0     | 57       | 7        |
| Chelsea             | 2013–14          | Premier League   | 19    | 0     | 3            | 0            | 3        | 0        | 9               | 0               | 0     | 0     | 34       | 0        |
| Chelsea             | Összesen         | Összesen         | 81    | 6     | 15           | 0            | 10       | 1        | 34              | 5               | 3     | 0     | 143      | 12       |
| Paris Saint-Germain | 2014–15          | Ligue 1          | 28    | 2     | 4            | 1            | 3        | 0        | 10              | 2               | 0     | 0     | 45       | 5        |
| Paris Saint-Germain | 2015–16          | Ligue 1          | 25    | 1     | 3            | 0            | 4        | 1        | 7               | 1               | 1     | 0     | 40       | 3        |
| Paris Saint-Germain | 2016–17          | Ligue 1          | 3     | 0     | 0            | 0            | 0        | 0        | 0               | 0               | 1     | 0     | 4        | 0        |
| Paris Saint-Germain | Összesen         | Összesen         | 56    | 3     | 7            | 1            | 7        | 1        | 17              | 3               | 2     | 0     | 89       | 8        |
| Chelsea             | 2016–17          | Premier League   | 33    | 1     | 3            | 0            | 2        | 0        | —               | 0               | 0     | 38    | 1        |          |
| Chelsea             | 2017–18          | Premier League   | 10    | 1     | 2            | 0            | 0        | 0        | 4               | 1               | 1     | 0     | 17       | 2        |
| Chelsea             | 2018–19          | Premier League   | 36    | 3     | 2            | 0            | 5        | 0        | 6               | 0               | 1     | 0     | 50       | 3        |
| Chelsea             | Összesen         | Összesen         | 79    | 5     | 7            | 0            | 7        | 0        | 10              | 1               | 2     | 0     | 105      | 6        |
| Arsenal             | 2019–20          | Premier League   | 33    | 2     | 5            | 0            | 0        | 0        | 5               | 0               | —     | —     | 43       | 2        |
| Arsenal             | 2020–21          | Premier League   | 20    | 1     | 1            | 0            | 1        | 0        | 7               | 1               | 1     | 0     | 30       | 2        |
| Arsenal             | Összesen         | Összesen         | 53    | 3     | 6            | 0            | 1        | 0        | 12              | 1               | 1     | 0     | 73       | 4        |
| Flamengo            | 2021             | Série A          | 7     | 0     | 0            | 0            | —        | —        | 3               | 0               | —     | —     | 10       | 0        |
| Flamengo            | 2022             | Série A          | 19    | 0     | 7            | 0            | —        | —        | 10              | 0               | 1     | 0     | 47       | 0        |
| Flamengo            | Összesen         | Összesen         | 26    | 0     | 7            | 0            | —        | —        | 13              | 0               | 1     | 0     | 57       | 0        |
| Karrier összesen    | Karrier összesen | Karrier összesen | 403   | 21    | 54           | 1            | 36       | 3        | 113             | 11              | 12    | 0     | 654      | 38       |

1. ↑  Magában foglalja az összes pályára lépéseit  és az összes gólját a Bajnokok ligájában, az UEFA-kupán/Európa-ligában, az UEFA-szuperkupán és a Copa Libertadoresen.
2. ↑  Magában foglalja az összes pályára lépéseit és az összes gólját a Francia szuperkupán, az Angol szuperkupán, Klubvilágbajnokságon, a Portugál szuperkupán, a Baiano bajnokságban és a Brazil kupán.

### A válogatottban
2017. június 13-án frissítve.
| Nemzeti csapat | Év       | Mérk. | Gólok |
| -------------- | -------- | ----- | ----- |
| Brazília       | 2010     | 4     | 0     |
| Brazília       | 2011     | 6     | 0     |
| Brazília       | 2012     | 7     | 0     |
| Brazília       | 2013     | 16    | 0     |
| Brazília       | 2014     | 14    | 3     |
| Brazília       | 2015     | 7     | 0     |
| Brazília       | 2016     | 1     | 0     |
| Brazília       | 2017     | 1     | 0     |
| Összesen       | Összesen | 57    | 3     |

### Góljai a válogatottban
| #  | Dátum              | Helyszín                                   | Ellenfél | Gól | Végeredmény | Verseny                |
| -- | ------------------ | ------------------------------------------ | -------- | --- | ----------- | ---------------------- |
| 1. | 2014. június 28.   | Estádio Mineirão, Belo Horizonte, Brazília | Chile    | 1–0 | 1–1         | 2014-es világbajnokság |
| 2. | 2014. július 4.    | Estádio Castelão, Fortaleza, Brazília      | Kolumbia | 2–0 | 2–1         | 2014-es világbajnokság |
| 3. | 2014. november 18. | Ernst-Happel-Stadion, Bécs, Ausztria       | Ausztria | 1–0 | 2–1         | Barátságos mérkőzés    |

## Fordítás
- Ez a szócikk részben vagy egészben  a   David Luiz című angol Wikipédia-szócikk fordításán alapul.  Az eredeti cikk szerkesztőit annak laptörténete sorolja fel. Ez a jelzés csupán a megfogalmazás eredetét és a szerzői jogokat jelzi, nem szolgál a cikkben szereplő információk forrásmegjelöléseként.